# Atuells funeraris de l'Antiga Grècia

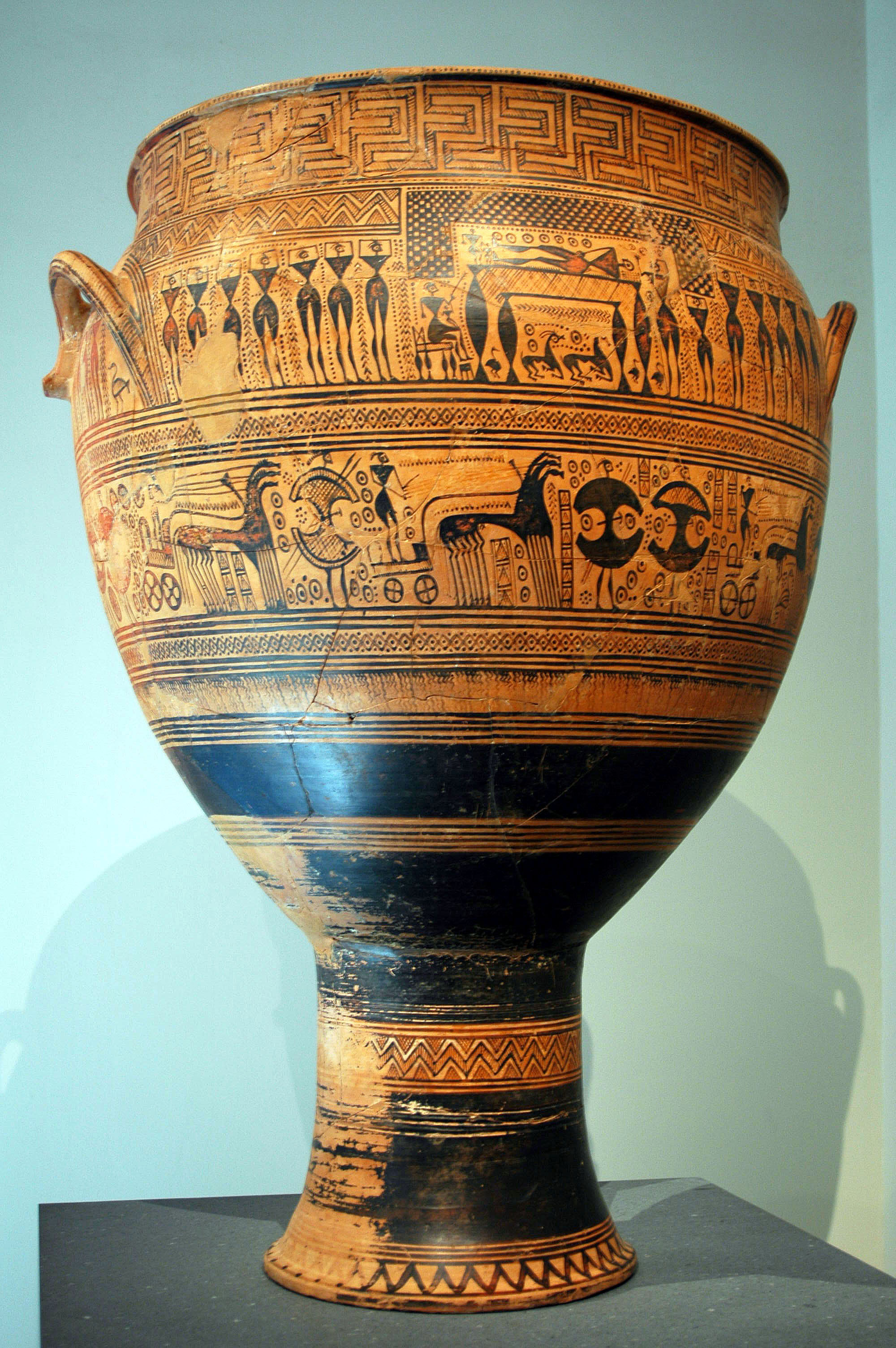
Crater geomètric, del taller de Hirschfeld. 750-735 ae

Els atuells funeraris de l'Antiga Grècia tenen la funció de làpides decoratives, dissenyats per a semblar-se a recipients que contenien líquids, és a dir, gerros decorats que es col·locaven a les tombes com a senyal d'estatus de l'elit, a l'Antiga Grècia. Hi ha molts tipus d'atuells funeraris, com ara les àmfores, els craters, les enòcoes i els cílixs, entre d'altres. Un exemple famós n'és l'Àmfora de Dípilon. Els gerros d'ús quotidià no solien estar pintats, però els grecs rics es podien permetre pintar-los luxosament. Els atuells funeraris de les tombes masculines solien tenir temes de proeses militars o d'atletisme. Les al·lusions a la mort en les tragèdies gregues també eren un motiu popular. Els centres famosos d'estils d'atuells són Corint, Lacònia, Jònia, el sud d'Itàlia i Atenes.

## Usos

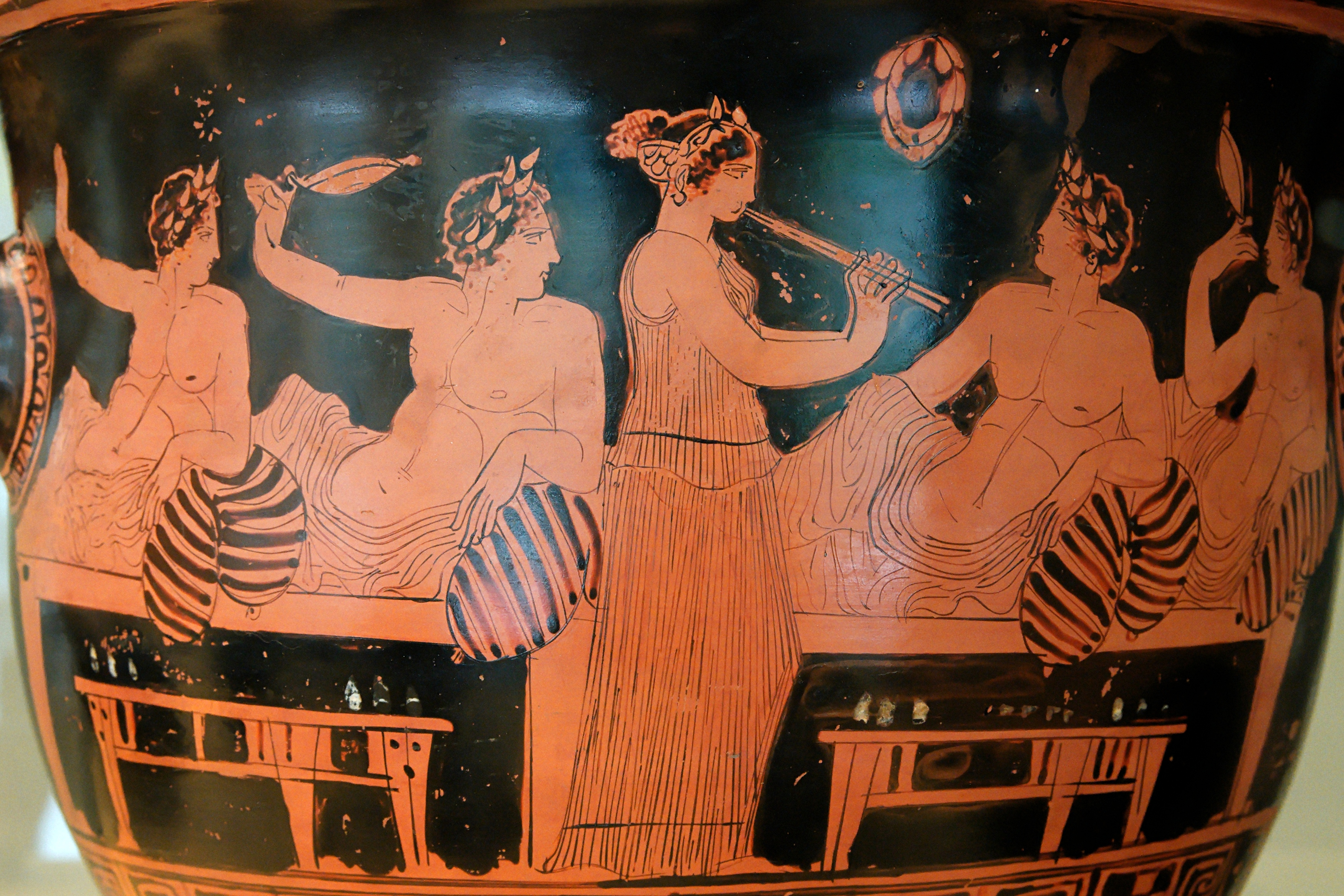
Hòmens tombats i bevent en un simposi. Crater de campana àtica de figures vermelles

Un dels principals tipus de recipients funeraris era el crater, en què es barrejava vi i aigua, que utilitzaven els hòmens de l'elit grega en els simpòsiums. Els simpòsiums tenien una influència oriental: l'aristocràcia es tombava i bevia; molts pintors grecs fan referència a aquest estil de vida en les seues obres. El crater era tan simbòlic de l'estatus de l'elit que es col·locaven grans craters ricament decorats en les tombes. Tot i que tenen forma de recipient per a beure, alguns craters funeraris es feien només per a marcar la tomba, com indica el forat en el fons del recipient. Aquest orifici permetia que les libacions es drenassen.
Els atuells funeraris molt decorats, junt amb costosos aixovars funeraris i elaborades processons, mostraven l'estatus de les famílies riques. Aquest acte es denomina <i>consum conspicu</i>, i permetia a tot el col·lectiu saber qui tenia el poder de l'àrea.

## Tipus
L'àmfora era un atuell alt i prim que solia contenir oli, vi, llet o cereal. Podien ser tan altes com un adult, i eren pràctiques per al transport de mercaderies, i artístiques en l'ús funerari. Les àmfores plenes d'oli (àmfores panatenaiques) s'atorgaven als atletes victoriosos durant les Panatenees, amb el guanyador pintat a sobre. Podien col·locar-se damunt la tomba de l'atleta.
El lècit era un altre estil de recipient funerari que solia contenir oli ritual. Tenia un cos prim amb una única nansa. Un famós artista de lècits fou el Pintor d'Aquil·les. Els lècits funeraris solien pintar-se amb la tècnica de fons blanc.
El cílix, popular en els simpòsiums, era un atuell robust amb un bol molt ampli. Un terrissaire famós de cílixs fou Exèquies. Després de ser formats per separat en el torn del terrissaire, el bol i la tija es deixaven assecar. Tot seguit, la tassa se'n col·locava boca avall per a posar-hi les anses. Les anses s'assecaven en aquesta posició invertida, i això els donava una corba única cap amunt quan el cílix estava vertical.
L'enòcoa era un gerro de vi robust, amb un llavi distintiu per a abocar i un gran nansa. El nom prové d'oinos (vi) i cheo (abocar). Alguns en tenen una escultura en relleu sota el bol. Hi ha altres dues variants d'enòcoa que difereixen en grandària i estil, anomenades olpa i coa.
L'hídria era un recipient que contenia aigua, amb tres anses: dues per a portar-la i una altra per a abocar-la. També podien ser de bronze. Un exemple ben conservat n'és la Regina Vasorum del sud de la península Itàlica.

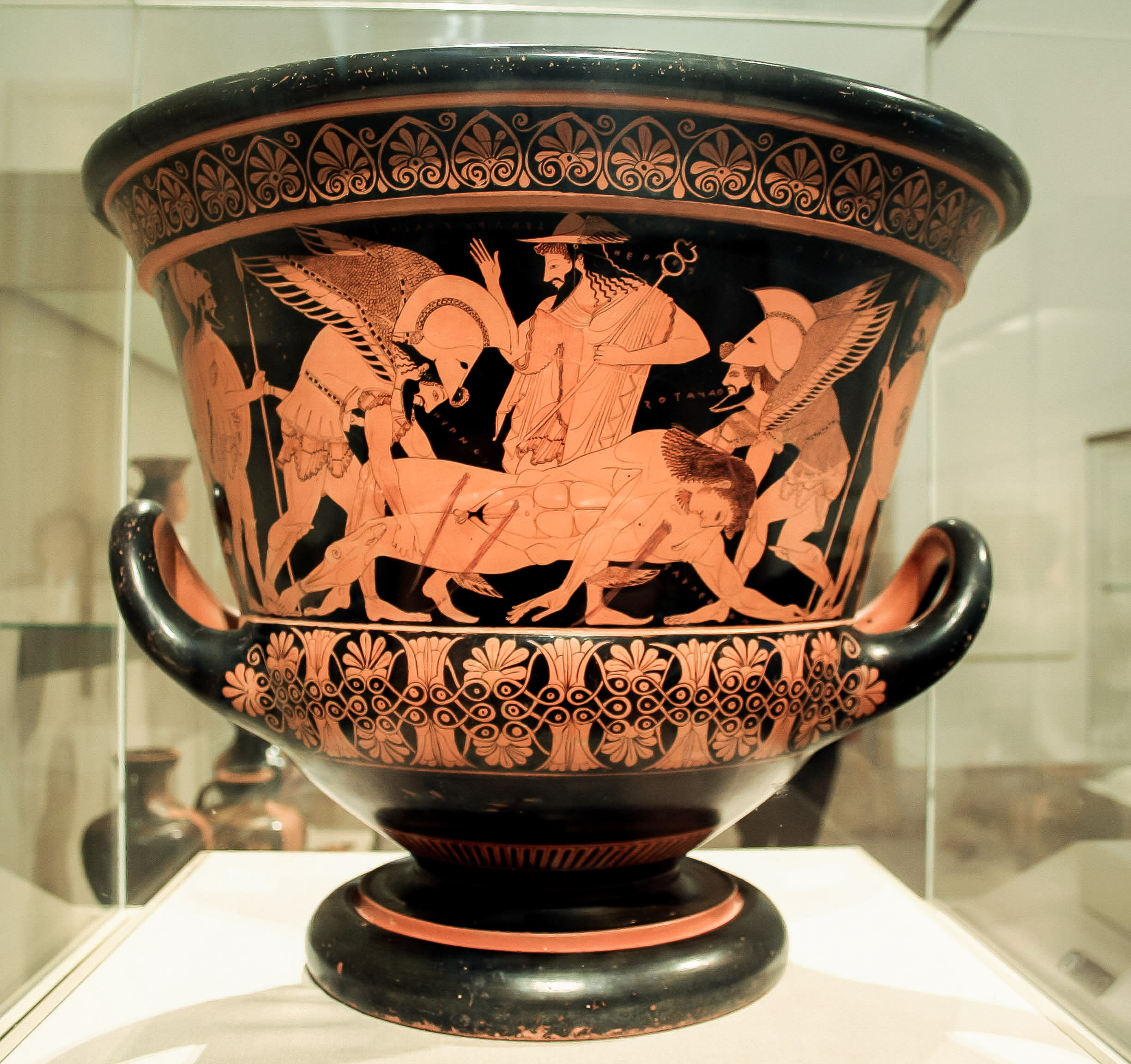
Crater d'Eufroni que representa Hipnos (esquerra) i Tànatos (dreta) portant Sarpèdon mort, amb Hermes al centre. Crater àtic de figures roges, 515 ae

## Iconografia
Els motius geomètrics adornen molts atuells entre el 900 i el 700 ae. Aquests motius inclouen meandres, angles rectes i esvàstiques. La majoria de vasos d'aquest període aparegueren en cementeris, i esdevingueren així la nostra principal font de coneixement durant el període geomètric. L'any 600 ae, Atenes s'allunyà dels patrons geomètrics abstractes i es va inclinar per un art més natural, influenciat per l'Orient Pròxim.
Les imatges dels atuells poden informar sobre la religió, les creences i la forma de vida de la gent, inclosos els ritus d'enterrament. Els costums funeraris eren la rentada i l'adreç del cos amb ungüents abans d'embolcallar-lo en un sudari i una tela exterior. Tot seguit, el cos es deixava en un fèretre, o llit funerari, i això dona forma a l'associació dels grecs entre el somni i la mort.

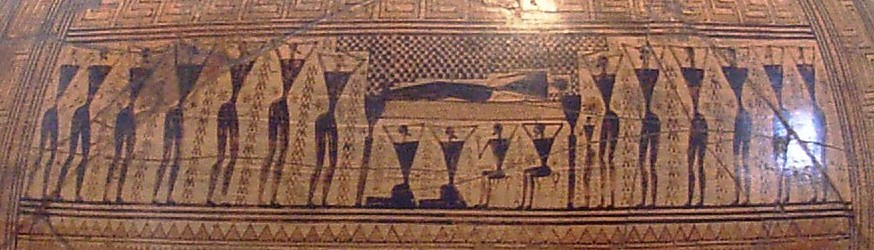
Àmfora de Dípilon, mitjan 700 ae. Detall de la disposició del cos (pròtesi)

Tànatos, el déu de la mort dolça, es pot veure als atuells funeraris grecs enduent-se el cos del mort a l'Inframon. L'acte de col·locar el cos perquè el vegen els ploramorts, anomenat pròtesi, està pintat en l'Àmfora de Dípilon. El següent pas era l'ecforà; el trasllat del cos a un cementeri en una processó. Si se'n feia cremació, les cendres del mort es col·locaven dins del vas funerari i se soterraven.

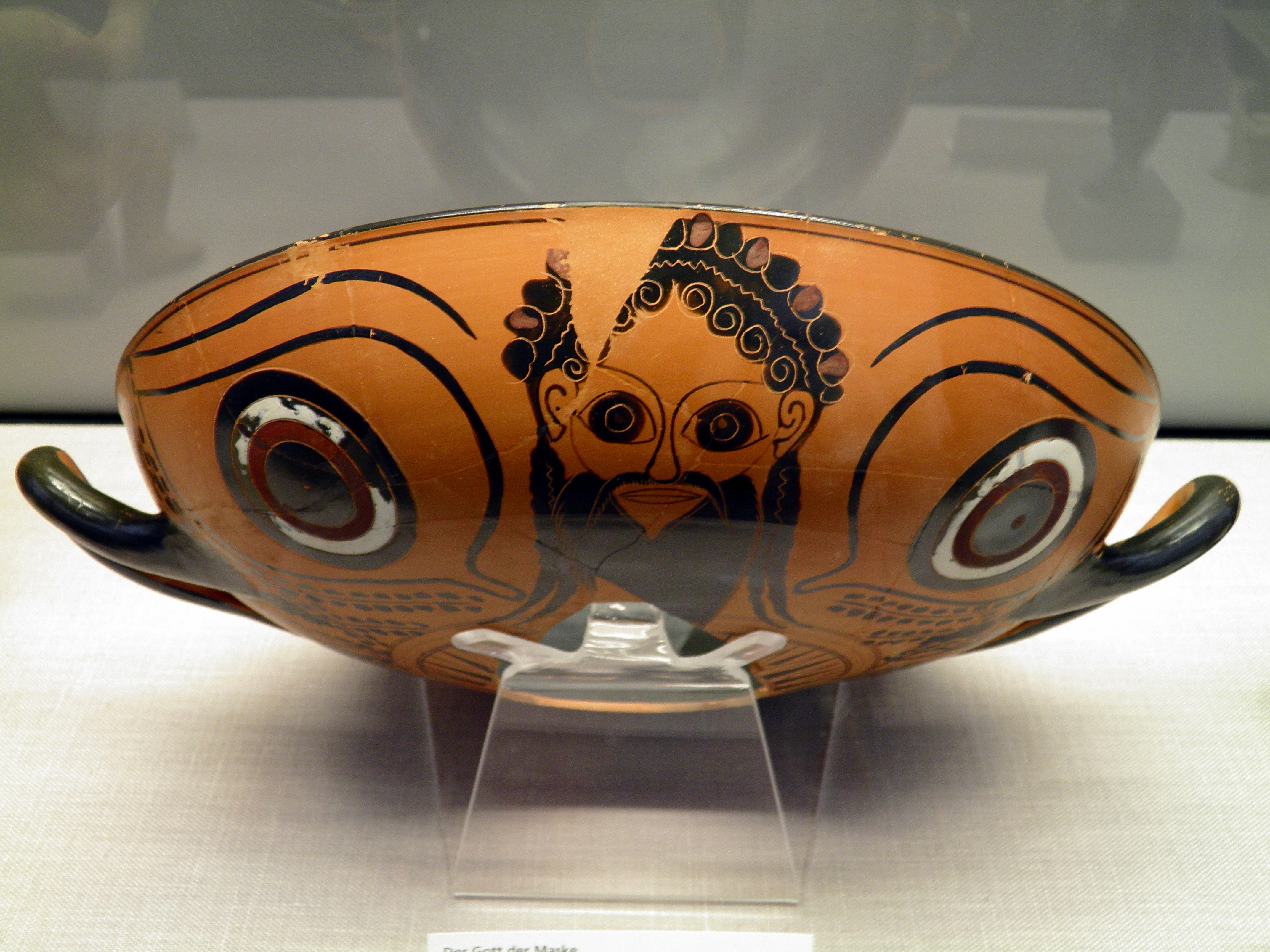
Copa d'ulls calcídia de figures negres amb màscara de Dionís, circa 520-510 ae, Múnic: Staatliche Antikensammlungen

## Relacions socials
Els cílixs, emprats en els simpòsiums, se solien pintar amb ulls grans. Quan es bevia en aquestes copes d'ulls, actuaven com una màscara, com la que duien els actors en el teatre. Aquests ulls miraven fixament els altres convidats, i les nanses semblaven orelles. La paraula grega per a ansa és ous, que significa 'orella'. L'estat mental alterat que es produeix en beure alcohol és anàleg a posar-se la màscara d'una altra persona. Aquesta relació entre el vi, les màscares i les històries que es contaven en els simposis s'encarnava en el déu Dionís, el déu del vi i del teatre.

## Tragèdia en els vasos

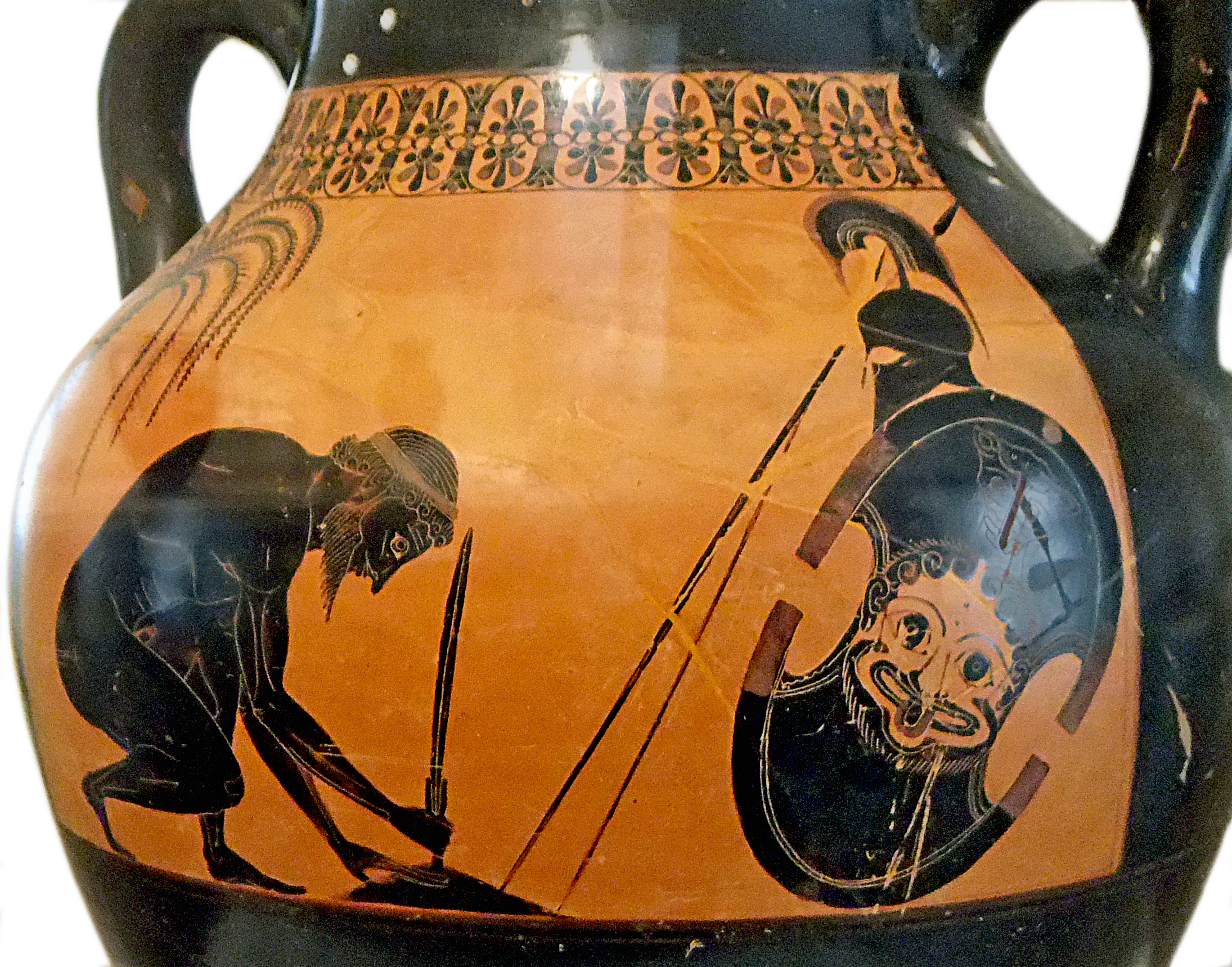
Vas d'Exèquies que representa el suïcidi d'Àiax el Major

Les tragèdies gregues eren un motiu popular en els atuells funeraris, que sovint representaven la mort d'algú proper al protagonista de l'obra. N'és un exemple el Vas del suïcidi d'Àiax. Els grecs veien aquestes imatges de les tragèdies gregues en els atuells, que els recordaven el patiment que havien de suportar els herois d'antany. Creien que si els grans herois eren capaços de sobreviure als patiments de la vida, llavors ells també podrien fer-ho. D'aquesta manera, podien veure la tragèdia com una cosa reconfortant, que els donava força per a perseverar. Per les representacions visuals de les tragèdies, els grecs podien relacionar-se amb els morts. Els atuells que representaven escenes funeràries se solien dissenyar per a les tombes. També s'han trobat, però, vasos amb motius còmics a les tombes.